# 음악세계 (출판사)
음악세계(音樂世界, Eumaksekye)는 1994년에 설립된 대한민국의 음악 도서 전문 출판사이다. 시공사의 자회사로서 본사는 경기도 파주시 문발동 171에 있다. 1970년 4월에 월간음악사로 설립되었으며 1970년 7월에 음악 전문 잡지 《월간 음악》을 창간했다. 1993년 7월에 전재국에 의해 음악세계로 재설립되었다.

## 기업 연혁
- 1970년 : 월간음악사 출간
- 1971년 : 트럼펫 이론 발행
- 1985년 : 피아노 바이엘 발행
- 1993년 : 주식회사 음악세계로 상호 변경
- 1994년 : 전재국(시공사 회장) 취임
- 1997년 : 음악 전문 잡지 월간음악 3월호 탄생
- 2009년 : 음악세계 월간음악 5월호 탄생
- 2018년 : 평창올림픽 공식후원자 선정
- 2019년 7월 31일 : 차윤환 발행인 취임